# Фелісьєн Кабуга
Фелісьє́н Кабу́га (руанд. і фр. Félicien Kabuga) — руандійський бізнесмен, якого підозрюють в участі та фінансуванні геноциду в Руанді 1994 року, в основному проти представників етнічної меншини країни — народності тутсі. США за голову Фелісьєна Кабуги призначили 5 мільйонів доларів винагороди.

## Життєпис
Кабуга народився в Кібунго, в комуні Гітарама, префектура Мабуї, нинішня Руанда. Фелісьєн накопичив своє багатство, володіючи, серед інших бізнес-підприємств, чайними плантаціями на півночі Руанди. Будучи мультимільйонером, він був тісно пов'язаний з партією «Національний республіканський рух за демократію та розвиток» (англ. National Republican Movement for Democracy and Development, MRND) Жувеналя Габ'ярімана та Аказу, неофіційною групою екстремістів хуту з північної Руанди, котрі сильно сприяли геноциду в Руанді. 
Кабуга ймовірно також брав активну участь у заснуванні та фінансуванні «Вільного радіо і телебачення тисячі пагорбів» (фр. Radio télévision libre des Mille Collines, RTLM), а також журналу Kangura. 1993 року на зустрічі зі збору коштів для RTLM, організованій MRND, Фелісьєн Кабуга нібито публічно визначив мету RTLM як захист влади хуту. Під час так званого «судового розслідування в рамках ЗМІ» Міжнародного трибуналу щодо Руанди колишній ведучий RTLM Жорж Руггіу назвав Фелісьєна Кабугу «генеральним директором» станції, виконуючим такі обов'язки, як «головуючий в RTLM» та «представляючий RTLM».
За період від січня 1993 року по березень 1994 року на територію Руанди було ввезено 500 тисяч мачете, статистично — по одному мачете на кожних трьох дорослих хуту в країні. Фелісьєн Кабуга названий одним з головних імпортерів цих мачете.
Фелісьєн Кабуга одружений з Жозефіною Муказітоні (англ. Josephine Mukazitoni). Дві їхні дочки одружені з двома синами Жувеналя Габ'ярімана.

## Обвинувальний акт Міжнародного трибуналу щодо Руанди
29 серпня 1998 року Карла Дель Понте, прокурор Міжнародного кримінального трибуналу ООН по Руанді, висунула звинувачення Фелісьєну Кабузі. У зміненому обвинувальному акті від 1 жовтня 2004 року прокурор Хасан Бубакар Джаллоу звинуватив Кабугу в:
- змові з метою вчинення геноциду;
- геноциді;
- співучасті у геноциді;
- прямому і публічному підбурюванні до вчинення геноциду[en];
- вбивстві як злочинові проти людства[12].

## Життя втікача
У червні 1994 року, коли Руанду завоював РПФ, Фелісьєн Кабуга покинув країну. Він спершу намагався в'їхати до Швейцарії, але йому наказали покинути її. Фелісьєн Кабуга поїхав до Кіншаси в Демократичній Республіці Конго, а згодом, як вважалося, проживав в Найробі, столиці Кенії.
У вересні 1995 року, ще перед висуненням будь-яких звинувачень проти нього і до того, як він був названий підозрюваним у плануванні геноциду, Кабуга зареєстрував і керував фірмою під назвою «Nshikabem Agency» в Найробі, яка діяла у районі Кілімані, розташованому уздовж дороги Nairobi's Lenana Road.
Тогочасний сенатор США Барак Обама у своєму виступі, який відбувся 28 серпня 2006 року під час візиту до Кенії, звинуватив Кенію в тому, що вона «дозволила йому [Кабузі] отримати безпечний притулок». Кенійський уряд спростував ці звинувачення і охарактеризував звинувачення Обами щодо Кабуги як «образа для людей цієї країни».
Відповідно до звітів блогера з Норвегії, який називав себе «African Press International» (API) у червні 2008 року Фелісьєн Кабуга переховувався в Осло.
14 червня 2008 року мережа новин KTN у Кенії повідомила, що поліція Кенії напередодні заарештувала Кабугу та утримує його в поліцейському відділенні Гігірі в Найробі. Пізніше підозрюваного було визнано не Кабугою, як вважалося раніше, а викладачем місцевого університету і звільнено. Раніше підозрювали, що Кабуга проживав у Кенії, і вважалося, що він керує бізнесом і користується захистом або від кенійського уряду, або від деяких впливових діячів у країні.

## Арешт та суд
16 травня 2020 року, після 26 років переховування від правосуддя, Фелісьєн  Кабуга у віці 87 роки був схоплений в Аньєр-сюр-Сен, поблизу Парижа, Франція. Французька поліція заарештувала Фелісьєна Кабугу в результаті спільного розслідування з прокуратурою Міжнародного залишкового механізму для кримінальних трибуналів (англ. International Residual Mechanism for Criminal Tribunals, IRMCT). Французька влада висловила бажання побачити його підданим суду за злочини проти людства, вчинені проти руандійського народу.
3 червня, а потім 30 вересня 2020 року французька система правосуддя схвалила передачу Кабуги IRMCT. 26 жовтня 2020 року його передали з Франції під варту до відділення IRMCT у Гаазі. Він не визнав себе винним.
У березні 2023 року суд над Кабугою був призупинений, щоб оцінити заяви його адвокатів про те, що він страждав від деменції та був психічно недієздатним, щоб постати перед судом. Суд оголосив, що він отримав незалежний медичний висновок про психічну придатність Кабуги та проведе подальші слухання протягом найближчих тижнів. Кілька психіатрів згодом засвідчили, що Кабуга страждає як на судинну деменцію, так і на хворобу Альцгеймера і не може постати перед судом.
7 червня 2023 року судді суду ООН з військових злочинів у Гаазі визнали Кабугу непридатним для участі в суді. За словами суддів, Кабуга «більше не міг брати повноцінну участь у судовому процесі». Це базується на його медичних картах і звітах персоналу, який за ним доглядав. Суд запропонував суддям прийняти альтернативну процедуру, яка максимально нагадує судовий процес, але без можливості винесення обвинувального вироку.